# Hipalectrión

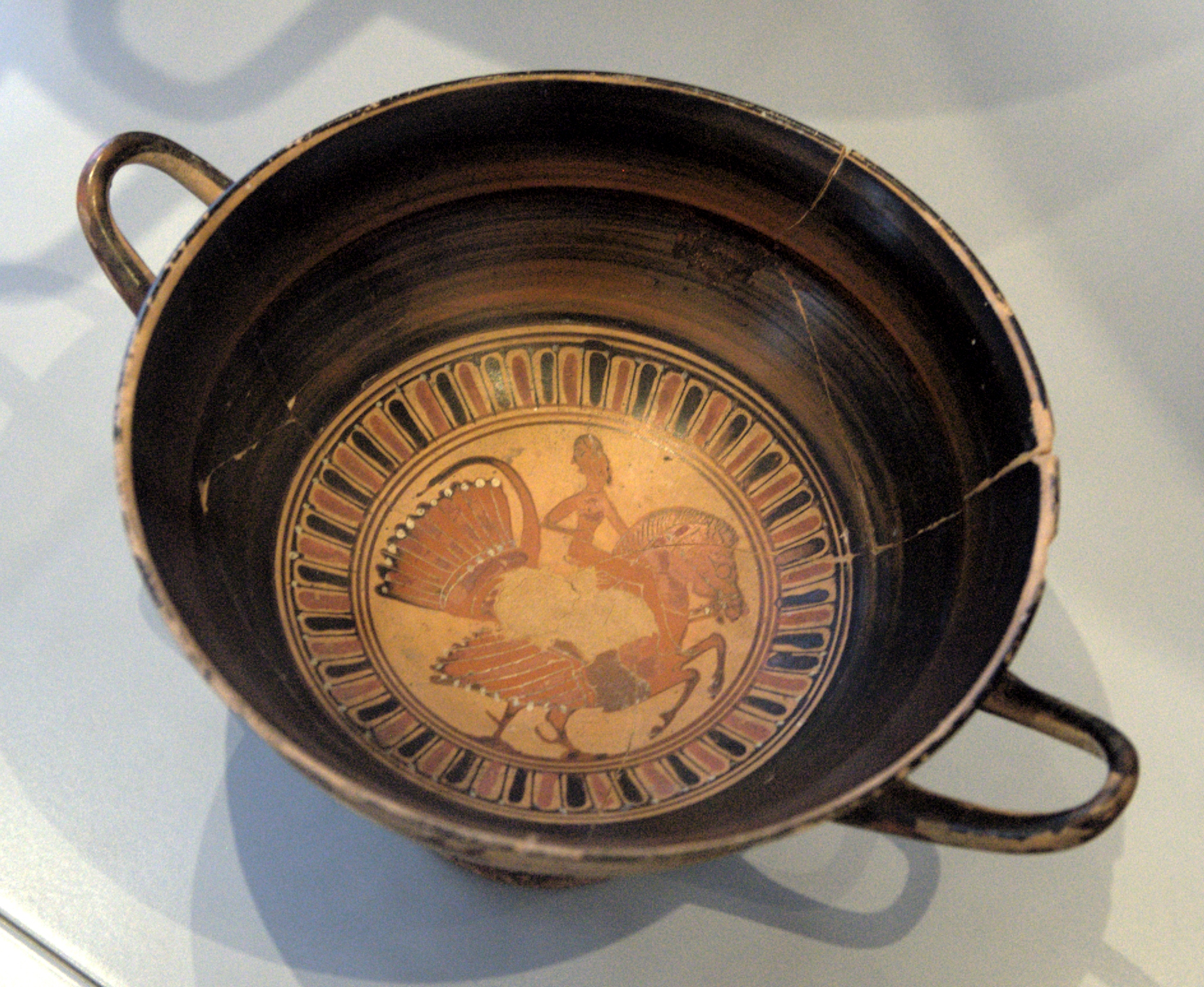
Joven cabalgando un hipalectiónn, kílix ática de figuras negras, 540-530 a. C., Altes Museum (Berlín)

El hipalectrión (ἱππαλεκτρυών / hippalektryṓn) es una criatura híbrida fantástica de la mitología griega. La parte anterior de su cuerpo era la de un caballo, y su parte posterior de un gallo, alas, cola y patas incluidas. Tenía un plumaje amarillo o rojo según las traducciones. Los mitos y leyendas asociados se desconocen.
Esta criatura poco común aparece en cerca de 85 objetos de arte griegos conocidos hasta comienzos del siglo XXI.
El más antiguo data del siglo IX a. C. Se encuentra con frecuencia en el siglo VI a. C. en la cerámica griega, y más raramente en la escultura, montado por un joven caballero desarmado. Probablemente adornó piezas de monedas griegas. En el siglo V a. C., es mencionado por el dramaturgo ateniense Esquilo y sobre todo por el comediógrafo Aristófanes, que lo empleaba como una de sus injurias preferidas.
Su función sigue siendo algo misterioso, como un animal apotropaico y profiláctico, podría haber sido consagrado a Poseidón y encargado de proteger a los buques. Otros estudios lo ven como una bestia grotesca para entretener a los niños, o como una simple decoraración fantástica sin una función determinada.

## Etimología
El término «hipalectrión» deriva directamente del griego antiguo ἱππαλεκτρυών, compuesto de ἵππος/híppos, que significa «caballo», y de ἀλεκτρυών/alektryốn, que significa «gallo». Se trata de un nombre que pone en relieve la doble naturaleza de esta criatura híbrida. Parece que el término fue utilizado por primera vez por Esquilo en una obra perdida llamada Los mirmidones. La utilización cómica que hace Aristófanes en Las ranas sugiere que a finales del siglo V a. C. la mayoría de los habitantes de Atenas no habían oído hablar nunca de esta criatura.

## Descripción
Es descrito en los textos de Esquilo y Aristófanes con el adjetivo xouthos, cuyo significado probablemente se perdió ya en la Antigüedad, generalmente traducido como «de color amarillo», «color de fuego», «rojo», incluso «bermejo», según las traducciones. Un escolio de La paz explica que «tiene las alas púrpuras». Aristófanes se burla de su aspecto poco agraciado. No posee ni mito ni leyendas relacionadas. Las representaciones artísticas permiten obtener una idea de la apariencia de este animal. Toda su parte anterior es la de un caballo, lo que incluye la cabeza, el cuello y los dos miembros anteriores. El cuerpo y la parte posterior son las de un gallo, con las alas, la cola y las patas posteriores.  La entrada del diccionario de Hesiquio de Alejandría menciona que existirían tres tipos de hippalectriones: un gallo gigante, un buitre gigante y una criatura fabulosa parecida a los grifos pintados en los tejidos  de Persia. hay numerosas confusiones porque los textos pueden hacer referencia a un caballo, a un blasón y a un monstruo marino. el hipalectrión es un híbrido compuesto de dos elementos de dos animales, como muchos otros en la mitología griega, aunque por lo general se combinan los atributos de un animal y de un ser humano, como el centauro, el Minotauro o la sirena.

## Representaciones artísticas

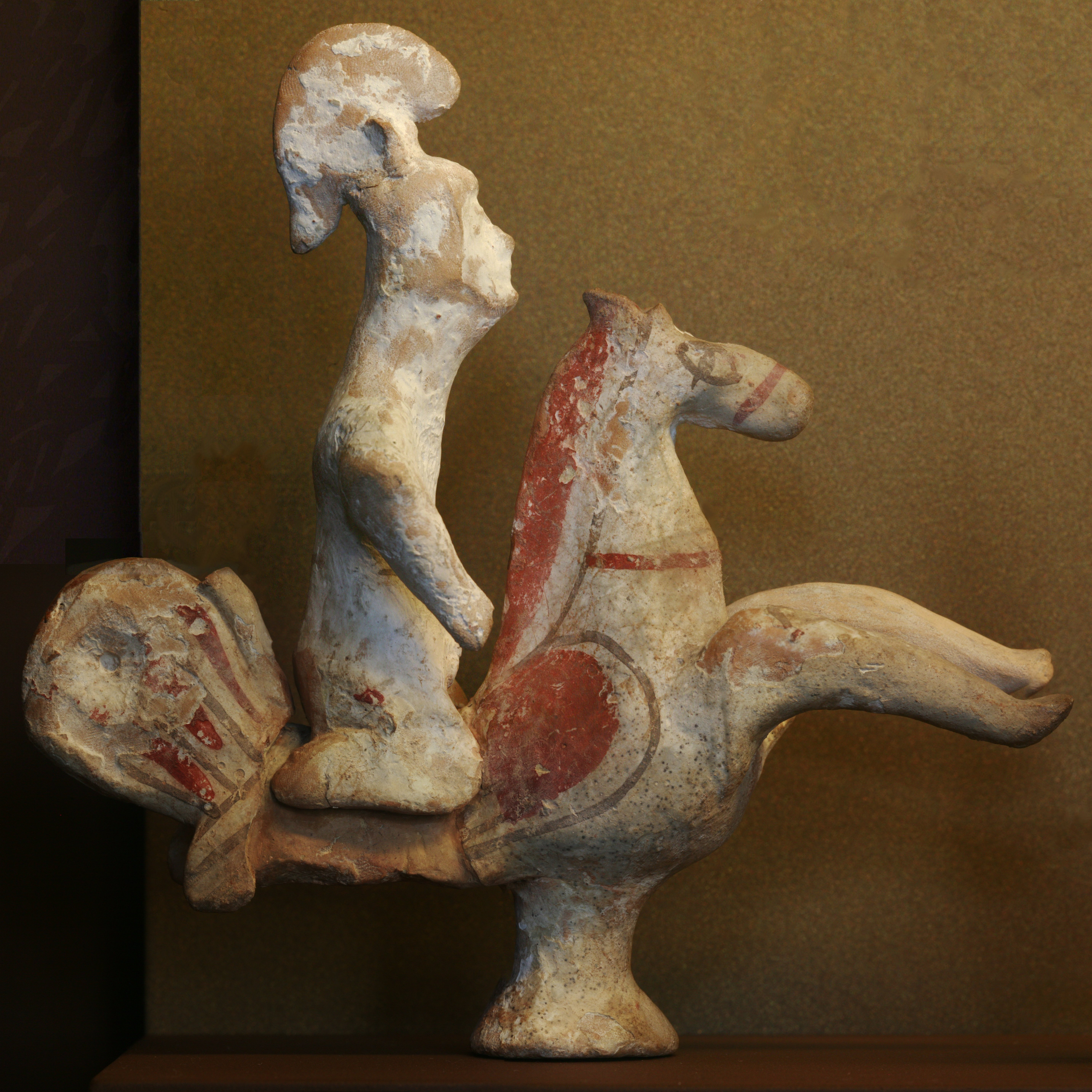
Guerrero cabalgando un hipalectrión, figurilla de terracota de Tebas, 500-470 a. C., Museo del Louvre.

Aparentemente los artistas no poseían un término para designar las representaciones de hipalectriones, antes de la utilización de la palabra por Esquilo. Se convierte en un motivo frecuente a partir del 575 hasta el 480 a. C., y es generalemtne representado montado por un joven caballero desarmado: en 1998, se contabilizaban unas 85 representaciones artísticas, principalmente de cerámicas, de objetos de bronce y de esculturas.

### Cerámicas

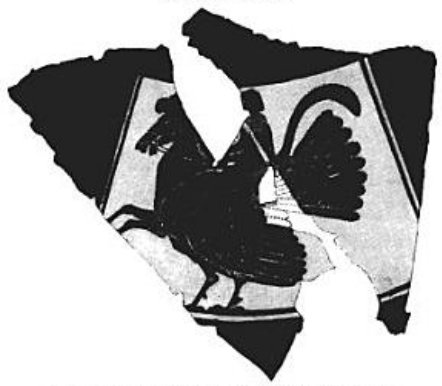
Representación de un hipalectrión en un vaso etrusco, publicado en el Harper's New Monthly Magazine en 1882.

La representación más antigua que se conserva es del siglo IX a. C. Se trata de un askos encontrado en Cnosos. Las representaciones en cerámica se desarrollaron sobre todo a finales de la Época Arcaica. La criatura aparece (casi únicamente) en vasos áticos de figuras negras Podría tratarse del comienzo de la representación del caballo alado Pegaso. Algunas de estas pinturas sobre vasos son visibles en el Museo del Louvre, que posee también un alabastrón griego adornado con dos prótomes de caballos con colas de pájaros. En Bonn, en un ánfora tirrénica figura un hipalectrión. Entre el conjunto del arte etrusco, un alabastrón está adornado con una figura que recuerda a un hipalectrión, pero es más veroísmil ue se trate de un caballo alado de Corinto.

### Grabados, esculturas, y otros objetos artísticos
Se han hallado hiplactriones grabados en piedra. Son diferentes de las representaciones del arte jónico y ático del siglo VI a. C., pero sí tienen cabeza de caballo y patas y cola de gallo. Un mármol de un hipalectrión montado (según el museo es la única representación conocida de esta criatura en escultura) está expuesto en el Museo de la Acrópolis de Atenas. Encontrado en 1887, el falta la cabeza, gran parte del cuello, la cola y la extremidad de las alas, los pies del jinete, y el soporte. Restos de color sobre la crinera del hipalectrión indican que originalmente se coloreó, al menos en este lugar. Es posible que el caballero sea el dios Poseidón, patrón de la caballería griega.
Un pendiente del siglo VI a. C., de origen ático, presenta una decoración granulada con un barco y un hipalectrión  posado sobre él.

## Función y simbolismo

Silueta de un hipalectrión tal como se represente en la cerámica.

Existen muy pocos estudios que expliquen su función. P. Perdrizet publicó una veintena de páginas en el número 6 de la Revue des études anciennes, en 1904. Señala que una escultura de hipalectrión podría haber sido esculpida para conmemorar una hazaña naval. El personaje de Esquilo en Las ranas de Aristófanes, explica que figuraba en las galeras en tiempos antiguos, lo que podría indicar que al hipalectrión se le aribuían virtudes mágicas destinadas a proteger los navíos. y podría haber sido asociado al dios Poseidón, que también reinaba sobre el mar y los caballos.
Según un trabajo de interpretación efectuado sobre Las ranas de Aristófanes, el hipalectrión debía ser asimismo un motivo pintado con frecuencia en los escudos, porque se ha hallado un vaso de figuras rojas en el que esta criatura decora el escudo de Atenea, probablemente porque tenía un significado apotropaico y profiláctico,, es decir, de protección contra los enemigos y las enfermedades. El gallo es el animal profiláctico por excelencia, un símbolo solar que pone los demonios en fuga gracias a su canto que resuena cuando amanece. En cuanto al caballo, en concreto el caballo alado, se trata de un símbolo funerario que guía las almas de los muertos (psicopompo). La apariencia fea y grotesca de esta criatura habría tenido por función a la gente y así evitar el mal.
otra interpretación es que las esculturas que representan al hipalectrión montado por un joven era un juguete destinado a los niños, como los que representan delfines cabalgados. Las criaturas híbridas y quiméricas, centauros y grifos junto al hipalectrión, servían de ornamentos a los edificios dedicados a los dioses y permitían a los artistas mostrar su habilidad con la creación de figuras propias para deleitar la vista. Parece que en este sentido, la función del hipalectrión era la de una decoración puramente imaginaria y fantástica.